# 日本マンドリン連盟
一般社団法人・日本マンドリン連盟（にほんマンドリンれんめい、英語表記はJapan Mandolin Union、略称はJMU）は、日本のマンドリン音楽の普及を目的として1968年に創設された。
日本のクラシック・マンドリン関係者をカバーする全国組織としては、JMUのほか大学のマンドリン合奏団体が集う全日本学生マンドリン連盟があるが、JMUは大学を含む学生と社会人の演奏団体および個人を正会員とする。民間の任意団体であったが2013年に一般社団法人化された。

## 組織の構成
日本マンドリン連盟は、以下の支部から成り立っている。
- 北海道支部
- 東北支部
- 関東支部
- 中部支部
- 北陸支部（活動停止中）
- 関西支部
- 中国支部
- 四国支部（活動停止中）
- 九州支部

## おもな事業
- 機関誌「JMUジャーナル」の発行
- 日本マンドリン独奏コンクール

1968年より隔年開催
- マンドリン合奏曲作曲コンクール

1975年より不定期に開催